# Bni Drar
Bni Drar (arabiska: بني درار) är en stad i Marocko. Den ligger i prefekturen Oujda-Angad och regionen Oriental, 500 km öster om huvudstaden Rabat. Antalet invånare var 10 934 vid folkräkningen 2014.